# ОМШ „Стеван Христић” Апатин
ОШ за посебно музичко васпитање и образовање "Стеван Христић” је једна од основних школа на подручју општине Апатин, Западнобачком округу. Смјештена је на адреси Светог Саве 1, Апатин. Име је добила по Стевану Христићу српском композитору, диригенту, педагогу и музичком писцу. Истакнути је представник позноромантичарске стилске оријентације у српској музици прве половине 20. вијека.

## Историјат
Основна музичка школа “Стеван Христић” је установа културе смештена у објекат изграђен 1875. године по пројекту апатинског архитекте Ђуле Партоша, пројектанта градских кућа у Сегедину, Зрењанину и Кечкемету. У Апатину још од краја 19. века постоје приватне музичке школе, у којима су ученици подучавани свирању, соло певању и теорији музике. У таквој школи у Апатину је прве кораке у свету музике направио и светски познати композитор Пал Абрахам, “Краљ оперета”. Током мађарске окупације, за вријеме Другог свјетског рата, у Апатину ради музичка школа као истурено одељење школе из Сомбора. Први јавни ученички концерт одржан је 21. јуна 1942. године. Тадашњи наставни кадар је ангажован и после рата, када је 1949. године основана Нижа музичка школа у Апатину. Од 1949. год. у настави су радили и Стеван Пири, дувачки инструменти и Мартин Бенц, солфеђо. У школској 1949/1950 радни однос су засновали Фрањо Клајн, виолина, Антон Одри, виолина и Марија Захрадник, клавир. За лимене и дрвене дувачке инструменте и оркестар запослен је Јулије Енгелхардт 1950 године. На тај начин заокружена је једна цјелина у образовно-васпитном раду и постављена добра основа за даљи раст и развој и успјешан рад школе. Први директор школе је Александар Нађ, наставник виолине.
Школске 1952/1953 Музичка школа добија самосталну зграду у улици Димитрија Туцовића бр. 33 у којој ће да ради све до 1985. године. После тога добија још боље услове за рад пресељењем у дио старе зграде основне школе „Жарко Зрењанин“, (цијели спрат), у улици Франца Розмана бр. 1 (данас улица Светог Саве). Од оснивања школа носи назив Нижа музичка школа, а 1961. год. добија назив Школа за основно музичко образовање. 3. септембра 1968. године добија назив Основна музичка школа „Стеван Христић“ Апатин, а затим Основна школа за посебно музичко васпитање и образовање „Стеван Христић“ – Апатин. Овај назив школе усвојен је 16. новембра 1978. године. 